# 孔布城
孔布城（法語：Combs-la-Ville，法語發音：[kɔ̃b la vil] ⓘ，一译孔拉维尔），法国中北部城市，法兰西岛大区塞纳-马恩省的一个市镇，隶属于默伦区，其市镇面积为14.5平方公里，2022年1月1日时人口数量为22,712人，在法国城市中排名第419位。
孔布城位于塞纳-马恩省西部，与埃松省接壤，是一个现代化的居民卫星城，通过法兰西岛大区快铁D线连接默伦以及巴黎市区。

## 地名来源
“孔布”一名来源于凯尔特语“Cumba”，意为“河谷”，与现代法语单词“Combe”同根。

## 历史
孔布城历史上长期为一处普通村落，法国大革命后，孔布城成为塞纳-马恩省的一个市镇。工业革命期间，巴黎－马赛铁路由此通过并建有一个车站。二战后，随着巴黎的城市扩张以及通勤列车的开行，孔布城逐渐发展成为一个现代居民区。

## 地理

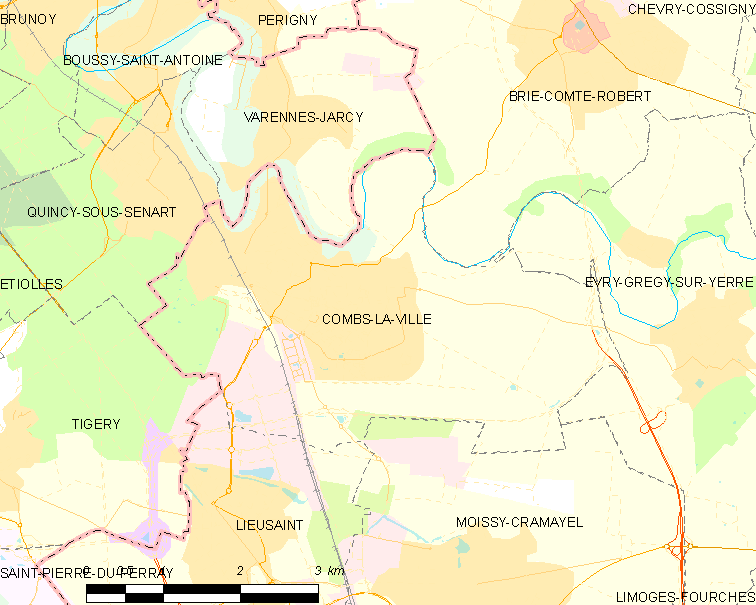
孔布城市镇范围地图

孔布城位于法国中北部，法兰西岛大区中南部偏东和塞纳-马恩省西部偏南，距离省会默伦大约20公里。与孔布城接壤的市镇包括：坎西苏塞纳尔、蒂日里、瓦雷讷雅尔西、布里孔特罗贝尔、耶尔河畔埃夫里格雷日、略桑、穆瓦西-克拉马耶勒。

### 地形
孔布城位于巴黎盆地腹地，境内以平原为主，市镇中心地势较为平坦，东部略有起伏，全境海拔在43到91米之间。

### 水文
耶尔河自东南向北蜿蜒流经市区东部，该河是塞纳河的右岸支流，后者为法国五大河流之一。

### 植被
孔布城属于温带阔叶混交林区，市区内的主要绿地公园包括勒布瓦莱韦克森林公园（Parc de la Forêt du Bois L'Évêque）、阿蒂尔·肖西公园（Parc Arthur Chaussy）等，市区西部有还大片天然森林。
在鲜花城市的评比中，孔布城被评为2星级鲜花城市。

### 气候
孔布城在柯本气候分类法中属于温带海洋性气候。

## 行政区划
孔布城是法国法兰西岛大区塞纳-马恩省的一个市镇，编号为77122。孔布城隶属于默伦区、孔布城县和塞纳-马恩省第九选区，同时也是孔布城县的中央投票站所在地和南大巴黎城市圈公共社区的组成部分。
孔布城市镇被划为东部和西部两个街区，实行街区自治制度。
法国国家统计与经济研究所（简称）在进行数据统计时，将孔布城及相邻的另外408个市镇设为巴黎城市核心区，并将包括核心区在内的周边共1,794个市镇划为巴黎城市区。自2020年起，巴黎城市区被包含1,949个市镇的巴黎城市辐射区代替。此外，还将孔布城市镇分为了11个“块区”（IRIS），以便于统计人口分布情况。

## 交通

### 公路
法国国道N104线（巴黎外环线）经过孔布城南部，另有多条塞纳-马恩省省道在孔布城境内交汇。
2017年，80.1%的孔布城家庭拥有至少一辆私人汽车。2019年，孔布城境内共发生各类交通事故16起，造成17人受伤。

### 铁路
孔布城位于巴黎－马赛铁路的正线上，东南高速铁路的正线亦由此引出。孔布城-坎西站位于市区西部，停靠法兰西岛大区快铁D线，可直达巴黎市区、默伦以及圣但尼。

### 航空
距离孔布城最近的民用航空站为巴黎-奥利机场，距离孔布城市中心的公路里程约22公里。

### 城市公共交通
略桑城市公共交通（商业名称为）是当地的城市公共交通系统。截至2021年6月，该系统共包括十余条公交线路，其中7条线路经过孔布城市区，另有两条夜班巴士直通巴黎城区。

## 政治

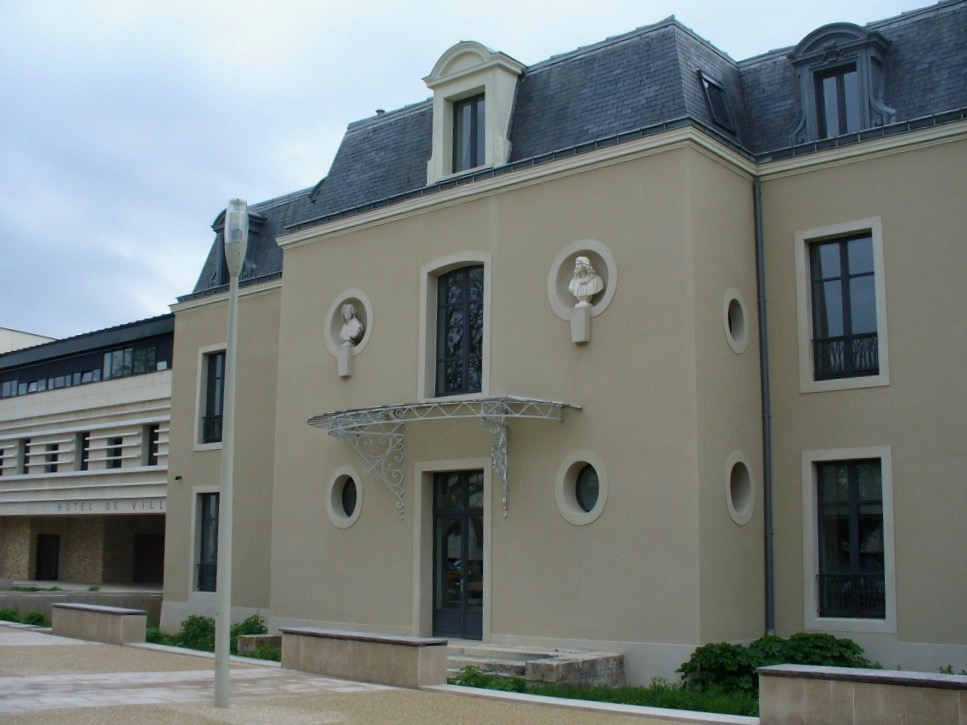
孔布城市政厅

孔布城的现任市长为居伊·热弗鲁瓦先生，他是共和党的一名成员，在2020年的市政选举中获得了53.61%的支持率。
在2017年的法国总统大选中，法国第25任总统埃马纽埃尔·马克龙在孔布城获得了71.96%的支持率。

## 人口
2018年，孔布城市镇人口数量为21,811，在法国排名第419位。其中男性10,712人，女性11,671人，75岁及以上人口占6%，外籍人口数量为4,987人，人口密度为1,506人/平方公里，当地居民被称为（男性）或（女性）。2019年，孔布城境内出生287人，死亡人口130人。
| 年份   | 1936  | 1946  | 1954  | 1962  | 1968  | 1975   | 1982   | 1990   | 1999   | 2006   | 2011   | 2016   | 2018   |
| ------ | ----- | ----- | ----- | ----- | ----- | ------ | ------ | ------ | ------ | ------ | ------ | ------ | ------ |
| 人口數 | 2,386 | 2,482 | 2,833 | 4,692 | 6,192 | 11,093 | 13,759 | 19,973 | 20,953 | 21,603 | 21,908 | 22,212 | 21,811 |

## 经济
截至2021年6月，孔布城共有各类用人单位2,141家，平均历史为11年，其中98.92%为中小型企业（PME）。（道路工程）、（大型零售）及（特种商品采购）是当地2019年营业额最高的三个企业，分别为262,973,864欧元、36,854,683欧元和27,412,590欧元。

## 财政收入
2019年，孔布城的财政收入总额为25,735,200欧元，财政支出总额为25,577,100欧元，当年的债务总额为13,772,700欧元。2020年，孔布城共获得3,946,287欧元的国家财政补助，比上一年减少了0.01%。
2017年，孔布城的人均月收入总额为2,418欧元，其中高级职员为3,738欧元，低于法国平均水平（4,214欧元）；中级职员为2,447欧元，高于法国平均水平（2,353欧元）；普通职员为1,802欧元，亦高于法国平均水平（1,690欧元）。
2017年，孔布城境内的青壮年（15至64岁）失业率为11.8%，当地60%的家庭拥有纳税资格，平均纳税3,313欧元，低于法国平均水平（3,888欧元）。

## 社会事务

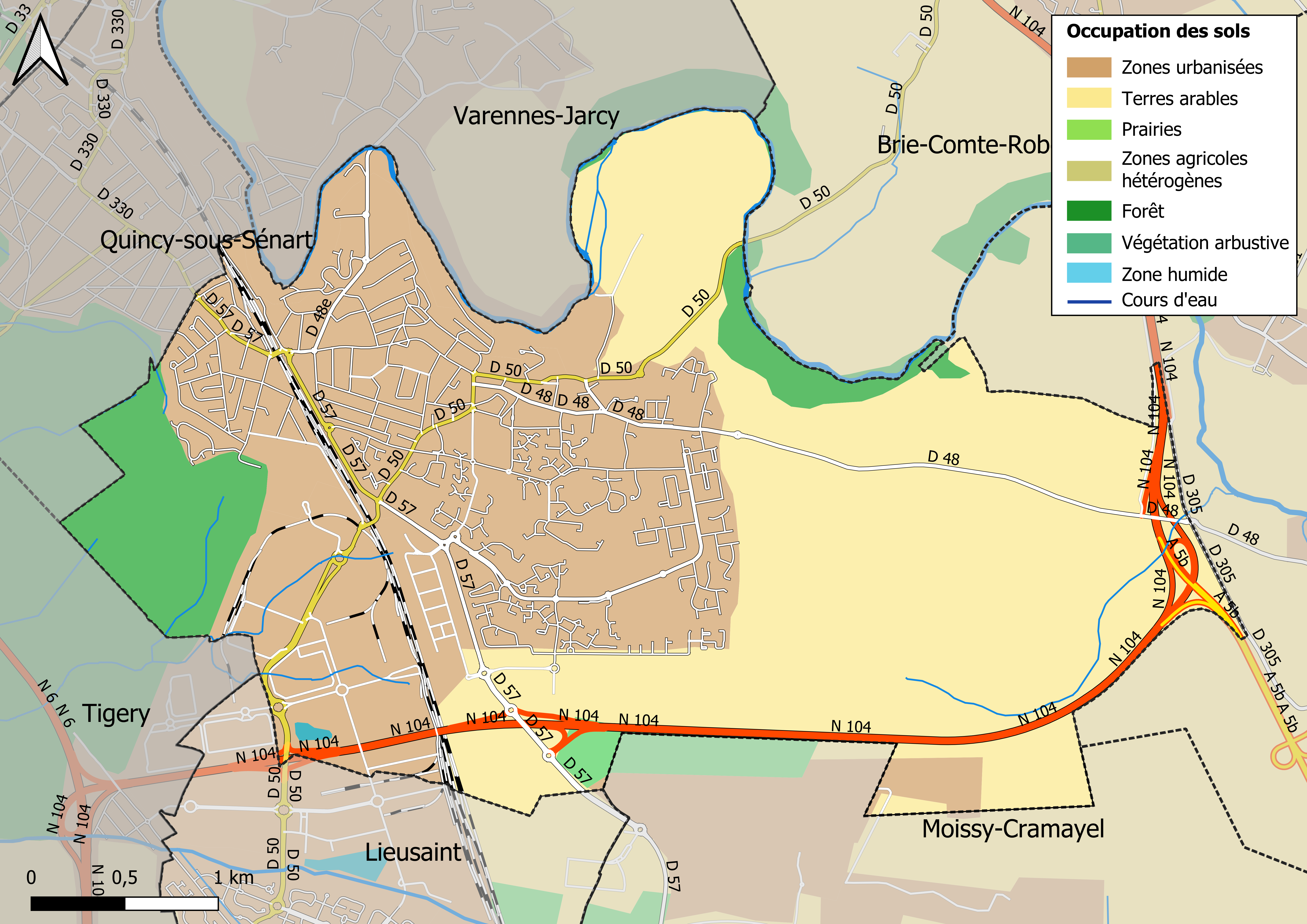
孔布城土地利用情况地图

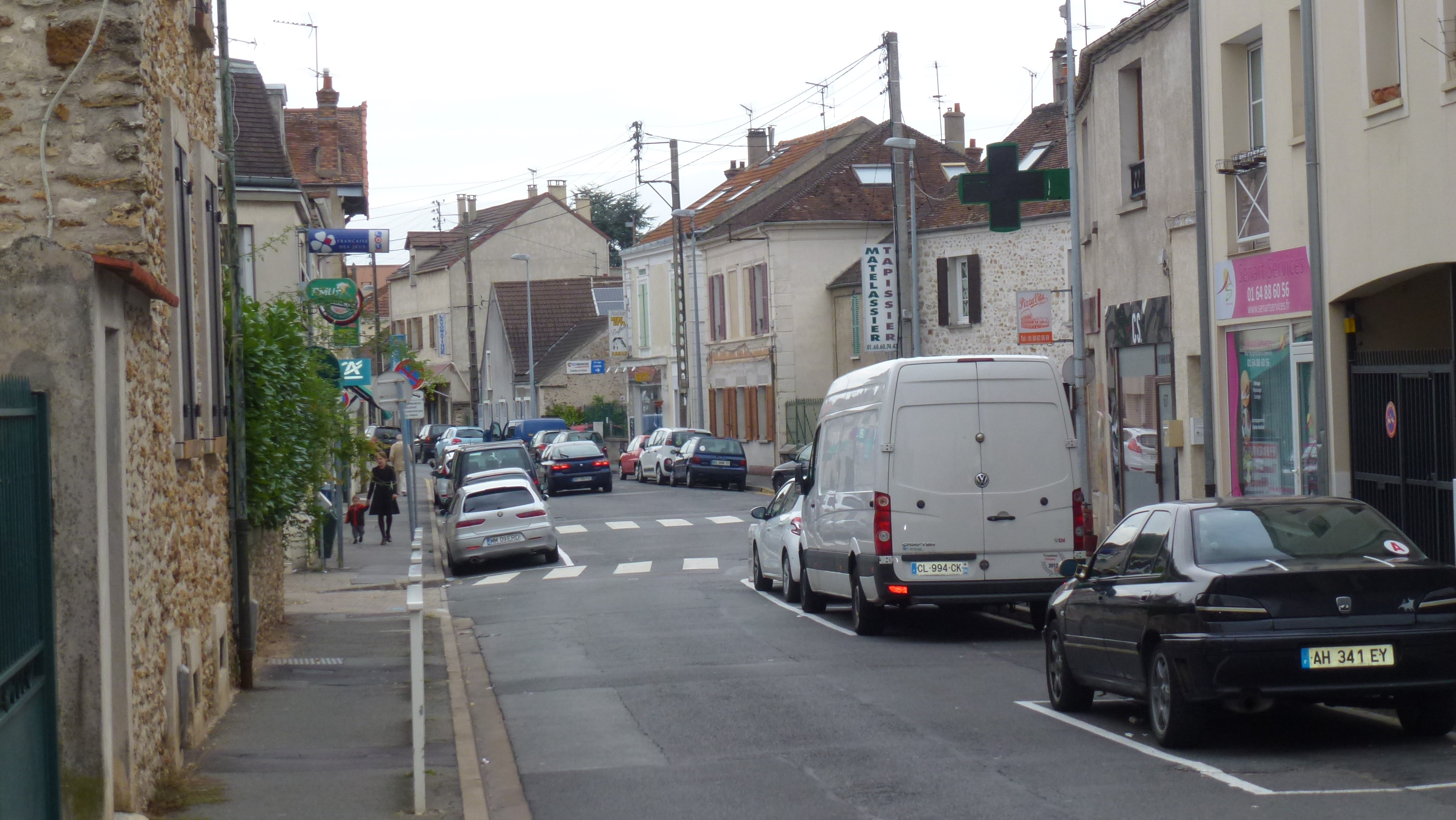
孔布城市中心的塞尔姆努瓦斯街

### 教育
孔布城属于克雷泰伊学区。截止2019年1月1日，孔布城境内共有7所幼儿园、8所小学、2所初级中学、1所普通高中和1所职业高中。2018至2019学年度，孔布城境内共有在校中等教育阶段学生1,725名。

### 医疗
截止2019年1月1日，孔布城境内共有全科医生17名、保健师11名、牙医12名、护士16名、耳科医生1名、眼科医生1名、皮肤科医生2名、助产士2名和儿科医生2名。境内共有药房5家、养老院2家、残疾人帮扶中心4家。
孔布城是“南部法兰西岛医疗集团”（Groupe Hospitalier Sud Ile-de-France）的服务范围，后者是法国的一个区域性医疗机构，其主病区位于默伦，而距离孔布城市区最近的病区位于布里孔特罗贝尔，后者设有床位63个。除此之外，距离孔布城较近的综合性医院还有位于科尔贝伊-埃松境内的南部法兰西岛中心医院。

### 住房
2017年，孔布城境内共有各类住房9,222套，其中54.1%为独立式居民区，44.9%为集中式居民区。常住房屋占孔布城市镇范围内居民建筑总量的94%。
在住房保障政策方面，2017年，孔布城境内共有1,547户家庭获得了住房经济补助，受益人数占总人口数量的6.9%，其中1,401份为房租补助。

### 商业
2019年，孔布城境内共有各类实体商铺347家，其中餐厅41家、大型超市8家、杂货店2家、面包房9家、肉铺3家、书店2家、银行门店9家、美容美发店21家、汽车维修店25家。孔布城市中心建有一家家乐福便民超市，而最近的大型开放式商业街区则位于坎西苏塞纳尔境内。

### 体育
2019年，孔布城境内共有1家游泳池、4间体育馆、1座综合体育场、11处网球场、1处足球或橄榄球场以及4处篮球或排球场。
截至2021年6月，孔布城境内共有两支注册足球俱乐部，其中孔布城运动员队（Combs-la-Ville C.A.）是当地的代表性足球队，2021至2022赛季参加法兰西岛大区足球联赛。

### 环境
孔布城的环境事务由其所属的公共社区负责。2019年，孔布城境内暂无污染企业。

### 治安
2014年，孔布城及附近地区共发生各类案件8,860起，其中盗窃类案件5,474起，经济类案件892起，毒品交易类案件512起。

## 文化

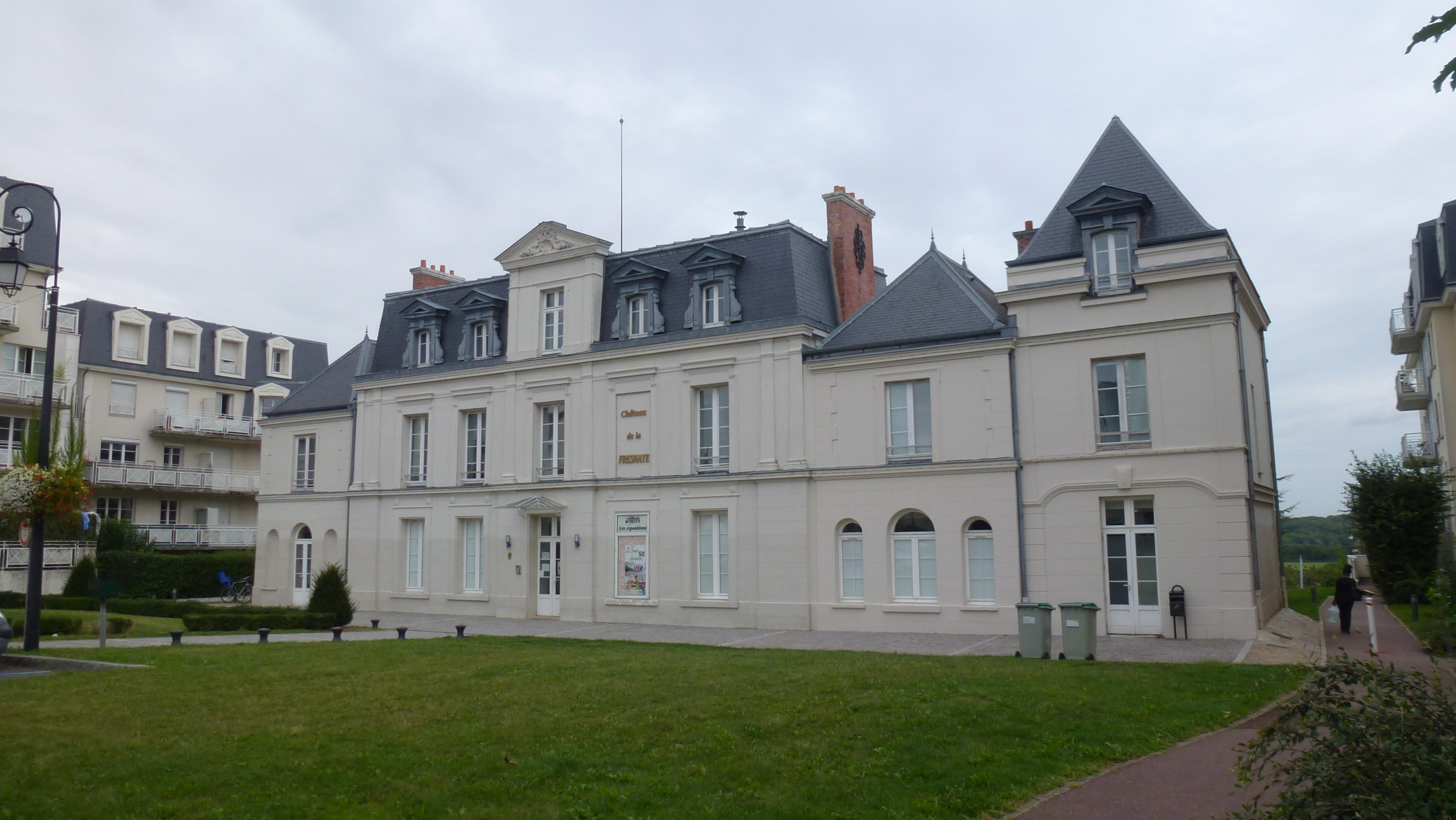
拉弗勒奈城堡

2019年，孔布城境内共有1家电影院和1家音乐厅。孔布城市政府提供多媒体中心，向公众全年开放。

### 建筑
孔布城境内的建筑大部分建于二战以后，弗勒奈城堡（Château de la Fresnaye）是当地的代表性建筑物。

### 旅游
孔布城的旅游事务由其所属的公共社区负责。2020年，孔布城境内暂无任何游客接待设施。

### 媒体
法国主要的媒体均可在孔布城接收，法国电视三台下属的法兰西岛大区频道在部分时段播出孔布城所属区域的地方新闻。

## 友好城市
截至2021年6月，孔布城共与七座城市互为友好城市关系：
- 德国 杜德施塔特
- 賽普勒斯 扎利
- 羅馬尼亞 巴亚马雷
- 英格兰 奥斯沃斯特里
- 法國 Petite-Île
- 毛里塔尼亚 R'Kiz
- 加拿大 Salaberry-de-Valleyfield